# Mesa Air Group
Mesa Air Group, Inc. är ett amerikanskt förvaltningsbolag, som är moderbolag till bland annat Mesa Airlines. Det är beläget i  Phoenix i Arizona i USA.
Förutom regionalflygbolag driver Mesa Air Group också ett antal flygservicebolag. Flygbolagen flyger främst på kontrakt för andra flygbolag som US Airways Express, United Express och Delta Connection till 148 destinationer i 38 delstater i USA samt Mexiko och Kanada.
Mesa Air Group driver (2023) en flotta på cirka 140 flygplan. I flottan ingår endast flygplan med färre än hundra säten.
Mesa Air gick 2021 in som delägare i svenska Heart Aerospace.

## Historik
Företaget grundades 1980 av Larry och Janie Risley som JB Aviation med bas och huvudkontor på Farmington Four Season Regional Airport i New Mexico av Larry och Janie Risley med en Piper PA-31 Navajo Chieftain.
År 1987 börsnoterades företaget som Mesa Air Group, Inc.